# Національний університет Сінгапуру

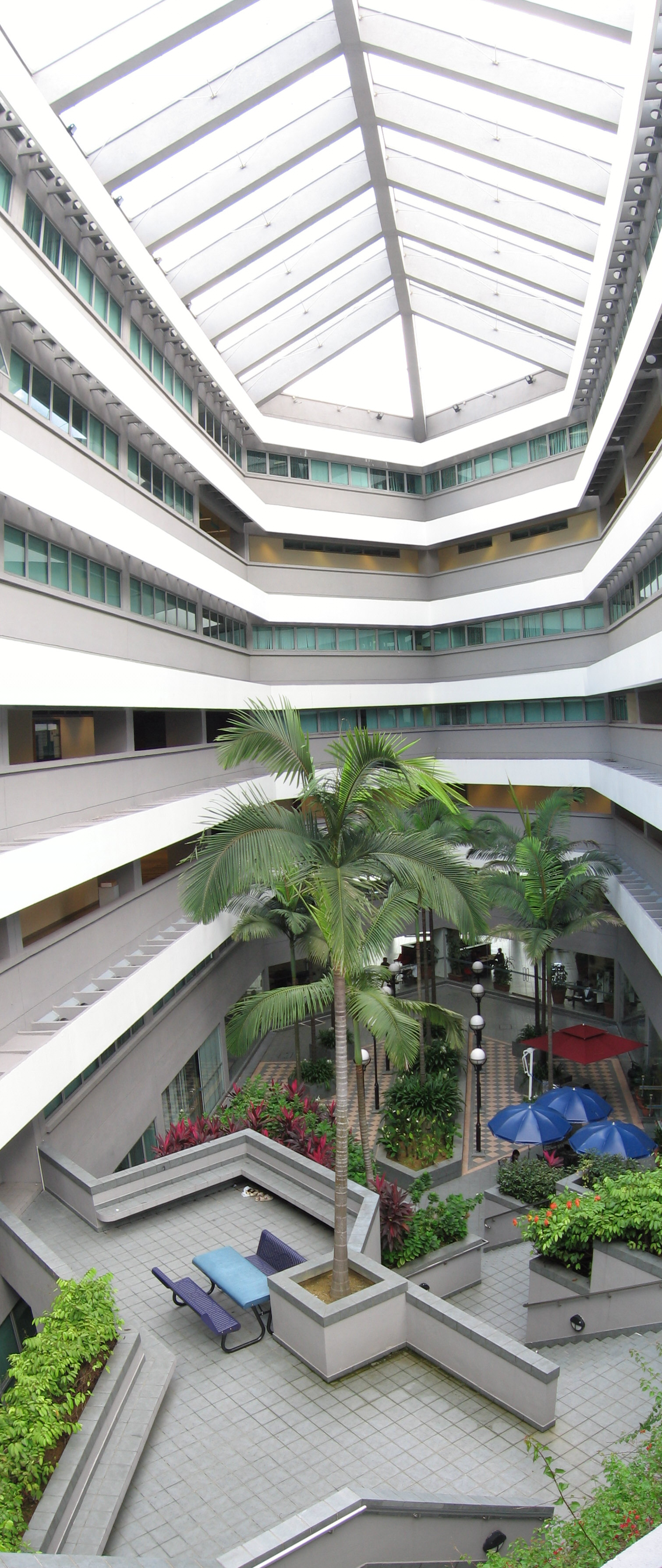
Інженерний факультет НУС

Національний університет Сінгапуру (англ. The National University of Singapore, скорочено NUS (НУС); кит. 新加坡 国立 大学 ,Xīnjiāpō Guólì Dàxué, скорочено кит. 国 大 , Guódà; малай. Universiti Kebangsaan Singapura; там. சிங்கப்பூர் தேசியப் பல்கலைக்கழகம்) — найбільший університет в країні як за кількістю студентів, так і програм навчання. Він є найстарішим університетом Сінгапуру.
За міжнародним рейтингом Times Higher Education Supplement (THES), Національний Університет Сінгапуру займає 33-тє місце серед університетів світу у 2007 році і 30-те місце у 2008-му.
Університет складається з двох кампусів — головний із них розташований на південному заході Сінгапуру в районі Кент-рідж і його площа дорівнює 1,5 кв. км. Кампус Букіт Тімах є також юридичним факультетом.

## Історія
У вересні 1904 року Тан Кім очолив групу з представників китайських та інших неєвропейських співтовариств. Вони звернулися до губернатора, сера Джона Андерсона, з ідеєю створити медичну школу в Сінгапурі. Тану, який був першим президентом Китайсько-Британської Асоціації, вдалося залучити суму в  87 077 дол., з яких 12 000 дол. були його власним внеском. 3 липня 1905 року медична школа була створена. Вона стала відома як The Straits and Federated Malay States Government Medical School.
У 1912 році медична школа отримала пожертвування в 120 000 дол. від королівського меморіального фонду Едварда VII, який було розпочато доктором Лім Бун Кенг.
18 листопада 1913 року назва школи було змінено на Медичне училище імені Короля Едварда VII. У 1921 р. вона була знову змінена на Медичний Коледж імені Короля Едуарда VII, щоб більш відобразити свій академічний статус.
У 1929 році був створений Раффлз (Raffles) Коледж мистецтва та суспільних наук.
Два десятиліття потому Раффлз-коледж був об'єднаний із Медичним коледжем короля Едварда VII і 8 жовтня 1949 року сформувався Університет Малайзії. Дві установи були об'єднані для надання вищої освіти громадянам федерації Малайзії та Сінгапуру.
У 1959 році Університет Малайзії був розділений на два підрозділи: Університет Малайзії в Куала-Лумпурі і Університет Малайзії в Сінгапурі. Останній відділ формує Університет Сінгапуру в 1962 році.
Сьогоднішній університет був створений при злитті університету Сінгапуру і Наньянського університету в 1980 році.

## Освіта
НПУ пропонує 27 програм бакалаврату і 115 програм магістратури та докторантури на 13 факультетах.
Освіта в НПУ базується на модульній системі. Ця система включає в себе особливості британської системи, такі, як невеликі групи студентів при навчанні, і особливості американської — систему кредитів.
Студенти можуть протягом перших двох семестрів займатися за вибором на різних факультетах.
Також можливо навчатися за програмою подвійного ступеня бакалавра: бакалавр мистецтва, соціальних наук і техніки; бакалавр мистецтва, соціальних наук і права, бакалавр бізнесу і техніки, а також бакалавр бізнесу і права.